# Limerick Township (comté de Montgomery, Pennsylvanie)
Pour les articles homonymes, voir Limerick Township.
Limerick Township est un township du comté de Montgomery, en Pennsylvanie, aux États-Unis.